# .ma
‎.ma‏ دامنه اینترنتی اختصاص داده شده به مراکش است.